# 알멘드랄레스역
알멘드랄레스역(스페인어: Almendrales)은 마드리드 지하철 3호선의 역이다. 마드리드 우세라 구의 코르도바 대로 지하에 위치해 있다. 요금구역 상으로는 A구역에 속한다.

## 역사
2007년 4월 21일 3호선의 비야데르데 알토 연장구간 개통과 함께 처음으로 문을 열었다. 이 구간이 개통되면서 비야베르데 지역에 지하철이 처음으로 들어오고, 우세라 일대에 지하철역을 더욱 늘리는 계기가 되었다. 알멘드랄레스 역은 선로가 4개인데 그 중 2개는 승강장 없이 존재한다. 러시아워 시간대에 사람이 많이 몰리는 레가스피-몽클로아 구간에 열차를 추가 투입하기 위한 대피선으로 쓰인다.

## 환승 정보
역 주변에 시내버스 정류장이 두 곳 있다. 시외버스 노선도 역 부근을 경유한다.
버스
- 시내버스
  - 18, 22, 59, 76, 79, 85, 86번 노선 (주간)
  - N13, N14번 노선 (야간)
- 시외버스
  - 411, 421, 422, 424, 426, 447, 448번 노선 (주간)
  - N401, N402번 노선 (야간)

지하철
| 마드리드 지하철                         | 마드리드 지하철       | 마드리드 지하철     |
| --------------------------------------- | --------------------- | ------------------- |
| 오스피탈 12 데 옥투브레 비야베르데 알토 | 마드리드 지하철 3호선 | 델리시아스 몽클로아 |